# Little Hat Jones
 (novembre 2023).
La mise en forme du texte ne suit pas les recommandations de Wikipédia : il faut le « wikifier ».
Les points d'amélioration suivants sont les cas les plus fréquents. Le détail des points à revoir est peut-être précisé sur la page de discussion.
- Les titres sont pré-formatés par le logiciel. Ils ne sont ni en capitales, ni en gras.
- Le texte ne doit pas être écrit en capitales (les noms de famille non plus), ni en gras, ni en italique, ni en « petit »…
- Le gras n'est utilisé que pour surligner le titre de l'article dans l'introduction, une seule fois.
- L'italique est rarement utilisé : mots en langue étrangère, titres d'œuvres, noms de bateaux, etc.
- Les citations ne sont pas en italique mais en corps de texte normal. Elles sont entourées par des guillemets français : « et ».
- Les listes à puces sont à éviter, des paragraphes rédigés étant largement préférés. Les tableaux sont à réserver à la présentation de données structurées (résultats, etc.).
- Les appels de note de bas de page (petits chiffres en exposant, introduits par l'outil «  Source ») sont à placer entre la fin de phrase et le point final[comme ça].
- Les liens internes (vers d'autres articles de Wikipédia) sont à choisir avec parcimonie. Créez des liens vers des articles approfondissant le sujet. Les termes génériques sans rapport avec le sujet sont à éviter, ainsi que les répétitions de liens vers un même terme.
- Les liens externes sont à placer uniquement dans une section « Liens externes », à la fin de l'article. Ces liens sont à choisir avec parcimonie suivant les règles définies. Si un lien sert de source à l'article, son insertion dans le texte est à faire par les notes de bas de page.
- La présentation des références doit suivre les conventions bibliographiques. Il est recommandé d'utiliser les modèles {{Ouvrage}}, {{Chapitre}}, {{Article}}, {{Lien web}} et/ou {{Bibliographie}}. Le mode d'édition visuel peut mettre en forme automatiquement les références.
- Insérer une infobox (cadre d'informations à droite) n'est pas obligatoire pour parachever la mise en page.

Pour une aide détaillée, merci de consulter Aide:Wikification.
Si vous pensez que ces points ont été résolus, vous pouvez retirer ce bandeau et améliorer la mise en forme d'un autre article.
 (décembre 2023).
George "Little Hat" Jones (5 octobre 1899 – 7 mars 1981)  était un musicien de blues américain du Texas.
Petit-fils d'un ancien esclave, il naît dans le comté de Bowie, au Texas,.
Dans les années 1920, Jones est un musicien de rue à San Antonio. Il acquiert le surnom de « Little Hat » lors d'un travail de construction à Garland, où Jones porte un chapeau dont le bord est déchiré.
Il enregistre deux compositions, "New Two Sixteen Blues" et "Two String Blues", sorties en single par Okeh Records le 15 juin 1929  Le même jour, il joue de la guitare sur neuf titres d'Alger "Texas" Alexander au studio Okeh. Le 21 juin, Jones enregistre quatre chansons supplémentaires pour Okeh et, le 14 juin 1930, il en enregistre six autres. Ces trois sessions représentent la majorité de la production enregistrée de Jones : dix chansons personnelles et neuf avec Texas Alexander. Il a également deux morceaux sur Yazoo L-1010 (LP, 1968), "Hurry Blues" et "Rollin from Side to Side", tous deux répertoriés comme enregistrés en 1929. Jones se produit lors de fêtes ou dans des juke joints, souvent en compagnie de Thomas Shaw, Texas Alexander et J. T. Smith.
Jones réside à Naples, au Texas, où il reste pour le reste de sa vie avec sa seconde épouse, tout en occupant divers emplois. Il décéde en 1981, à l'âge de 81 ans.